# サンタ・マリーア・マッジョーレ
サンタ・マリーア・マッジョーレ（伊: Santa Maria Maggiore）は、イタリア共和国ピエモンテ州ヴェルバーノ・クジオ・オッソラ県にある、人口約1,300人の基礎自治体（コムーネ）。
領域の一部分は、ヴァル・グランデ国立公園となっている。

## 地理

### 位置・広がり
| 隣接するコムーネは以下の通り。 - Campo (CH-TI), - クラヴェッジャ - ドルオーニョ - マレスコ - マゼーラ - モンテクレステーゼ - Onsernone (CH-TI) - トチェーノ - トロンターノ |

## 出身者
- ヨハン・マリア・ファリナ：オーデコロンの開発者。